# Vympel R-37

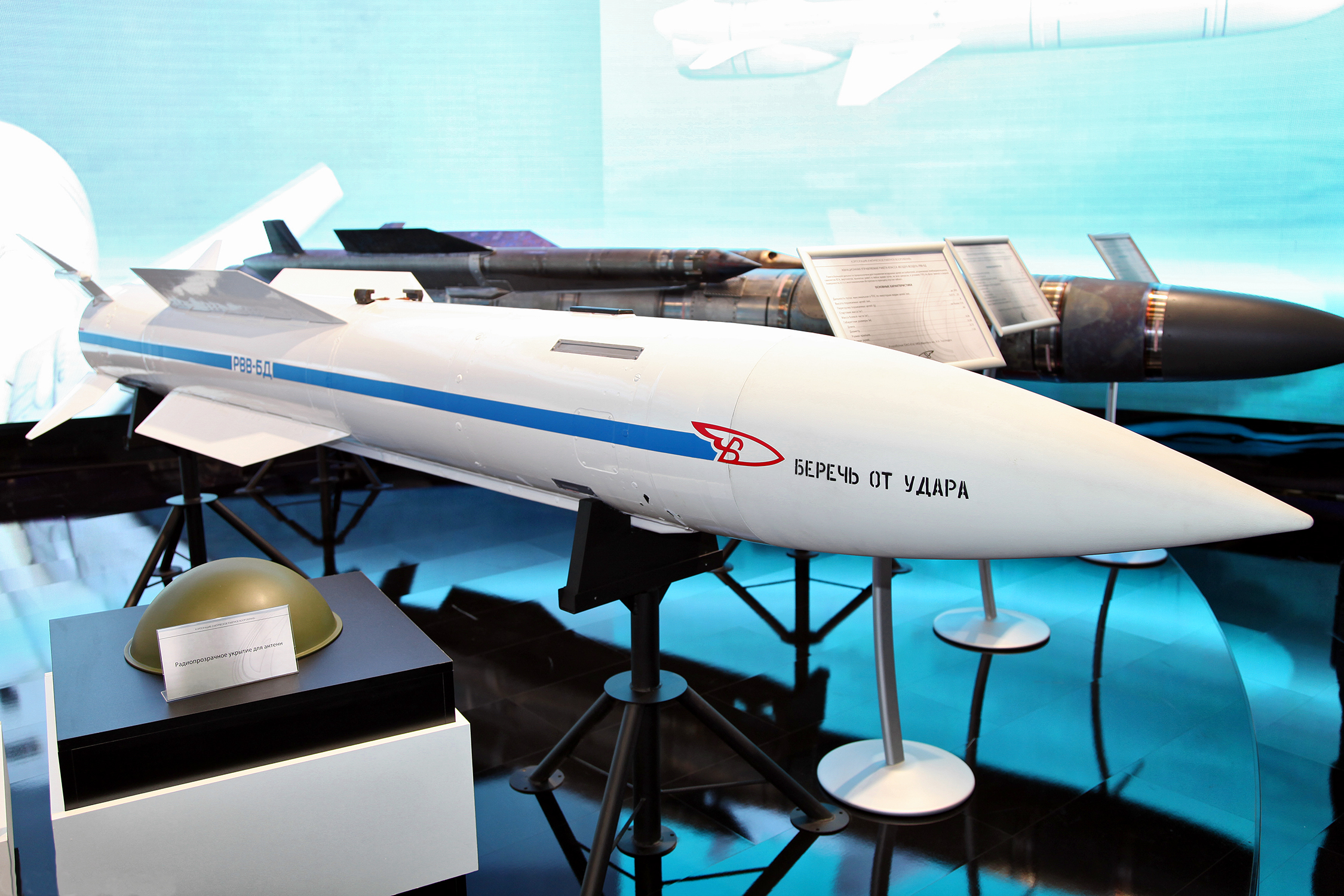
Raketa na výstavě MAKS 2013

Vympel R-37 (v kódu NATO: AA-X-13/AA-13 Axehead) je protiletadlová střela dlouhého dosahu s aktivním radarovým naváděním. Je určena k ničení stíhaček, bojových letounů, bombardérů, transportních letadel, vrtulníků a raket s plochou dráhou letu.
Je schopna zasáhnout cíle ve dne i v noci, na pozadí Země nebo vodní hladiny a také v prostředí elektronického boje.

## Vznik a vývoj
V první polovině osmdesátých let 20. století byly zahájeny práce na modernizaci letadla MiG-31, které dostalo označení MiG-31M. Vývoj této výrazně modifikované varianty sice nebyl v důsledku změny politické situace ukončen, ale umožnil vznik nové protiletadlové střely dlouhého dosahu, která byla vyvinuta na bázi rakety R-33. MiG-31M totiž měl být vybaven kromě modernější avioniky i novou raketou typu vzduch-vzduch s delším doletem.
Projekt vývoje rakety nazvané K-37 (izdělije 610) byl zahájen v konstrukční kanceláři Vympel 8. dubna 1983. První fáze testování nové rakety začala v roce 1988, přičemž šlo nejprve jen o několik zkušebních výstřelů bez řídícího systému. O rok později již byly otestovány první dvě rakety s naváděcím systémem a v dubnu 1994 K-37 úspěšně zasáhla vzdušný cíl na rekordní vzdálenost 304 km. Testování střely pokračovalo až do roku 1997 kdy došlo k zásadnímu zlomu – problémy na spolupráci s ukrajinskými dodavatelskými podniky. Ty byly významným faktorem při vzniku rakety, protože se podílely na vývoji jejího naváděcího systému. Proto bylo přijato rozhodnutí, že naváděcí systém bude vlastní produkce a bude se skládat pouze z ruských komponentů. Takto modifikovaná raketa dostala označení K-37M (izdělije 610M) a byla integrována do zbraňových systémů nové verze MiGu-31BM. Pod označením RVV-BD byla raketa prezentována na několika výstavách vojenské techniky a její sériová výroba byla spuštěna v roce 2014.

## Konstrukce
R-37M má na dnešní dobu již klasické uspořádání. V přední části se nachází aktivní radiolokační naváděcí hlavice 9B-1388 vyvinutá Výzkumným ústavem "AGAT", za kterou je bezkontaktní rádiový, ale i kontaktní elektromechanický zapalovač. Následuje vysoce výbušná bojová hlavice s hmotností 60 kg. V zadní části je pohonná jednotka na pevné palivo. Raketa je dlouhá 4,06 m a váží 510 kg. Za dlouhými nosnými plochami v polovině trupu následují čtyři ovládací plochy v zadní části rakety, které jsou sklopné kvůli lepšímu umístění pod trupem letadla. Trup střely má průměr 38 cm a rozpětí zadních nosných ploch je 1,02 m.
Střela je schopná ničit nepřátelské letouny manévrující s přetížením 8 g. Byla vyvinuta pro letadlo MiG-31BM/BSM, které může nést na závěsníkách AKU-410-1 (CRA-620) až 4 rakety tohoto typu. MiG-31 dokáže navádět tyto střely současně na 4 cíle nacházející se v různých výškách. RVV-BD je schopna zasáhnout jednak nízkoletící cíle od výšek 15 m nad zemí, ale i cíle ve vysokých letových hladinách až do nadmořské výšky 25 000 m. Raketa má maximální rychlost Mach 6.
V počáteční fázi letu je navádění inerciální s povelovou korekcí pomocí datalinku, v závěrečné fázi je raketa naváděná aktivním radarovým systémem.
Uváděná životnost rakety je 8 let.

## Varianty
- R-37M – počáteční produkční verze zavedena v roce 2014 a určena pro ruské letectvo.
- R-37ME – exportní verze s doletem pouze 200 km.[2]

## Uživatelé
Rusko